# Aquaporina 2
A aquaporina 2 (AQP2) é encontrada nas membranas celulares apicais de túbulos e ductos que conectam os nefrónios à uretra e em vesículas intracelulares dessas células.
Esta aquaporina é regulada de duas formas pela hormona peptídica vasopressina:
- Regulação de curta duração (minutos) através do transporte de vesículas AQP2 até à região apical, local onde se fundem com a membrana plasmática apical.
- Regulação de longa duração (dias) através de um aumento da expressão do gene que codifica a AQP2

Mutações neste canal estão associados com a diabetes insipidus nefrogénica, que pode ser autossómica dominante ou recessiva.
O lítio, muitas vezes utilizado no tratamento de distúrbio bipolar, pode levar ao aparecimento de diabetes insipidus adquirida, devido à diminuição da expressão do gene AQP2. Isto pode causar aumentos na produção de urina.
A expressão do gene AQP2 é aumentada durante condições associadas a retenção de água, como durante a gravidez e insuficiência cardíaca congestiva.